# ヒットチャートをかけぬけろ
「ヒットチャートをかけぬけろ」は、スガシカオの1枚目のシングル。1997年2月26日発売。

## 解説
- メジャーデビューシングル。
- スガシカオのシングルでは唯一、オリコンチャートへのランクインを逃している。

## 収録曲
（全作詞・作曲・編曲：スガシカオ）
1. ヒットチャートをかけぬけろ
  - 日産自動車「ダットサンピックアップ」CMソング
2. サービス・クーポン
3. ひとりぼっち

## 収録アルバム
- Clover (#1,2、#1はアルバム・バージョン)
- Sugarless (#3)
- ALL SINGLES BEST (#1)
- BEST HIT!! SUGA SHIKAO -1997〜2002- (#1,2、#1はアルバム・バージョン)